# NGC 4223
NGC 4223 је лентикуларна галаксија у сазвежђу Девица која се налази на NGC листи објеката дубоког неба.
Деклинација објекта је + 6° 41' 22" а ректасцензија 12h 17m 25,8s. Привидна величина (магнитуда) објекта NGC 4223 износи 12,1 а фотографска магнитуда 13,0. NGC 4223 је још познат и под ознакама IC 3102, UGC 7319, MCG 1-31-38, CGCG 41-65, VCC 234, PGC 39412.